# Бернат, Ференц
Ференц Бернат (венг. Bernáth Ferenc; род. 1981, Чоп) — венгерский гитарист-виртуоз, композитор, кандидат искусствоведения.

## Биография
Родился 15 июля 1981 г. в городе Чоп Закарпатской области Украины в венгерской семье интеллигентов.
Музыкой начал заниматься в 1987 году: сначала по классу фортепьяно, а с 1990 года — гитары. В 1996—2000 годах учился в Ужгородском училище культуры (г. Ужгород, Закарпатская область Украины) в классе Фёдора Смеричко. Высшее образование концертного исполнителя и педагога, получил с отличием в Харьковском национальном университете искусств им. И. П. Котляревского (класс профессора Владимира Доценко). В этом же учебном заведении защитил кандидатскую диссертацию и получил учёную степень Кандидат наук (научный руководитель Юлия Николаевская).
С 2007 года живёт в г. Будапешт.
М 2007 г. работает преподавателем по классу гитары, с 2012-го заведующим кафедрой струнно-щипковых инструментов в Коледже Искусств им. Бени Егрешши г. Будапешт. 
С 2012 г. преподаватель по классу гитары в Vienna Konservatorium Budapest.
Активный концертуючий музыкант. Регулярно гастролирует с сольными концертами по разным странам.

## Творчество
Ведет активную концертную деятельность, выступает с сольными программами, а также в ансамбле с гитарой, флейтой, скрипкой, фортепьяно, вокал, и как солист в сопровождении симфонических оркестров. На его концертах кроме классической музыки часто звучит джаз, фламенко, латиноамериканская музыка и народная музыка разных стран.
Его концерты транслируют многие ТВ и радио в Венгрии и за рубежом.
Высшее образование концертного исполнителя и педагога, получил с отличием в Харьковском национальном университете искусств имени И. П. Котляревского (класс профессора Владимира Доценко). В этом же учебном заведении защитил кандидатскую диссертацию и получил учёную степень Кандидат наук (научный руководитель Юлия Николаевская). Занимался также в мастерклассах Йожефа Этвеша и Эде Рота (Венгрия), Аньелло Дезидерио (Италия), Сергея Корденко (Россия), Ихиро Сузуки (Япония), Петра Залеского (Польша), Лео Брауэра (Куба).
Живёт в Будапеште (Венгрия), заведующий кафедрой струнно-щипковых инструментов в Институте Искусств имени Бени Эгрешши, преподаватель по классу гитары «Vienna Konservatorium Budapest» (филиал Венской консерватории в г. Будапешт).
С 2008—2017 годы его студенты 55 раз становились лауреатами и дипломанты многочисленных конкурсов и фестивалей.
Ведёт мастерклассы и выступает в качестве члена жюри на международных гитарных фестивалях-конкурсах.

## Концертная деятельность
Ференца регулярно приглашают с сольными программами на Международные музыкальные фестивали, среди которых фестивали мирового масштаба.
Принимает участие, дает концерты, мастер-классы и выступает в качестве члена жюри на гитарных фестивалях Европы.
В 2016 году создал самый большой международный гитарный проект «Палладио» Сто гитар — одна сцена, и выступили в концертной арене г. Будапешт перед 12000 зрителями.
Его приглашают для исполнения премьерных произведений, среди которых самые значимые:
- Дмитрий Малый: Концертино для гитары с симфоническим оркестром (Харьков, 2013);
- Лео Брауэр: Концерт № 3 «Элегический», для гитары с оркестром (Будапешт, 2012); всевенгерская премьера;
- Габор Керек: Концерт для двух гитар, блокфлейт и ударных (Ниредьгаза, 2005).

Также неоднократно выступал с премьерным исполнением произведений и собственных обработок: Д. Задора, Л. Брауэра, Брамса и др.
Некоторые выступления:
- Международный Фольклорный Фестиваль (Барселона, 2017)
- Международный Фольклорный Фестиваль (Ллорет де Маре, 2017)
- Международный гитарный фестиваль (Балатонфюред, 2015)
- Международный этно-джазовый фестиваль «Искусство толерантности» (Евпатория, 2013)
- Международный этно-джазовый фестиваль «Искусство толерантности» (Харьков, 2013)
- Международный фестиваль современной музыки «Контрасты» (Львов, 2013)
- Международный фестиваль классической и современной музыки «Созвездие Закарпатья» (Ужгород, 2013)
- Международный фестиваль «Музыка без границ» (Ужгород, 2012)
- Международный гитарный фестиваль «Аккорды озера» (Балатонакали, 2013)
- Международный фестиваль классической гитарной музыки «Осенние краски» (Ровно, 2013)
- Международный Фольклорный Фестиваль (Залец, 2013)
- Международный Фольклорный Фестиваль (Секешфехервар, 2013, 2011)
- Фестиваль «Гала Национальностей Венгрии» (Будапешт, 2013, 2008)
- Новогодний гала-концерт Национальностей Венгрии (Будапешт, 2013)
- Фестиваль «Осень Ференцвароша» (Будапешт, 2012)
- Международный гитарный фестиваль «ГИТАС» (Киев, 2013)
- Международный фестиваль гитарного искусства (Харьков, 2012)
- Международный Фольклорный Фестиваль (Киштарча, 2008)
- Международный Фестиваль Оперы (Мишкольц, 2008)
- Международный Фольклорный Фестиваль (Риека, 2008)
- Международный гитарный фестиваль (Балатонфюред, 2008, 2007). На этом фестивале Ференц дал восемь сольных концертов на протяжении восьми дней, и дважды был лауреатом диплома Книги Рекордов Гиннеса
- Международный гитарный фестиваль (Сегед, 2005)
- Международный гитарный фестиваль «Миллениум» (Эстергом, 2001)

## Благотворительная деятельность
Ференц Бернат eжегодно даёт ряд благотворительных концертов в помощь различным организациям, больницам, детям сиротам, и тому подобное. 
В 2020 году Федерацией за всеобщий Мир за значительную благотворительную работу был награждён званием Посол Мира.

## Награды
- Диплом Pекордa Гиннеса (2008, 2007)
- Премия «ARTISJUS» — за значительный вклад в музыкально-педагогическую деятельность Венгрии (Будапешт, 2012)
- Премия «Pro Cultura Minoritatum Hungariae» — за сохранение и популяризацию национальных культурных ценностей на территории Венгрии (Будапешт, 2012)
- Премия «DAVID ARTS» (Будапешт, 2016)
- 1-я Премия на Международном Конкурсе Композиторов "КомпоГитар" (Киев, 2018)
- ГРАН ПРИ Международного Конкурса Композиторов "Закарпатский Эдельвейс" (Ужгород, 2018)
- 1-я Премия на Международном Конкурсе Искусств " CaspiArt World" (Турция, 2019)
- звание Посол Мира (Будапешт, 2020)
- ГРАН ПРИ Международного Конкурса гитаристов "Ренессанс Гитары" (Беларусь, 2021)
- Премия ЕГРЕШШИ (Будапешт, 2024)

## Дискография
- «Чувства и настроения» — соло CD (Захонь, 2005)
- «Лирические мелодии» — флейта-гитара CD (Будапешт, 2009)
- «Магия гитары» — концерт DVD (Будапешт, 2011)
- «Двойной парафраз» — гитарный дуэт CD (Мишкольц, 2012)
- «Детские игры» — характерные произведения для классической гитары (Ноты+CD 2012)
- «Магия Карпат» гитарный дуэт. CD, г. Будапешт 2017.
- «Прелюдии Пейзажи». Нотное издание авторских произведений для гитары соло, г. Будапешт 2019.
- "The girl with blue roses" Нотное издание дуэт флейта-гитара, г. Будапешт 2019.
- "Light pieces for piano" Произведения для фортепиано соло и в четыре руки. Нотноэ изданиа. г. Будапешт, 2019
- "Гитарные узоры" Нотное издание для гитары соло, г. Будапешт 2020
- ""Португальское Фаду" Нотное издание для гитары соло, г. Будапешт 2023